# Invasione di Lae-Salamaua
L'invasione di Lae-Salamaua (nome in codice operazione SR) è stata l'operazione anfibia condotta dalle forze armate dell'Impero giapponese sul litorale nord-orientale della Nuova Guinea l'8 marzo del 1942, durante le prime fasi della guerra del Pacifico: questa parte dell'isola era un possedimento dell'Australia dalla fine della prima guerra mondiale, affidatale sotto forma di mandato dalla Società delle Nazioni. Il paese, però, era presidiato da forze australiane insufficienti a respingere un attacco anche di scarsa entità; perciò le truppe nipponiche ebbero gioco facile nel porre piede a terra ed estendere rapidamente l'occupazione. Il 10 marzo, ciononostante, intervenne una squadra statunitense che inflisse gravi perdite al naviglio da trasporto e alle unità da guerra giapponesi, che non si aspettavano un contrattacco.

## Contesto strategico
Nell'estate del 1941 l'aggressività manifestata dall'Impero giapponese in politica estera ebbe un'ulteriore conferma con l'occupazione dell'Indocina, ceduta forzosamente dalla Francia di Vichy. L'operato nipponico indusse gli Stati Uniti a proclamare l'embargo sul petrolio e i rottami metallici, risorse essenziali per il Sol Levante al fine di proseguire il suo sforzo bellico in Cina; imitato anche dal governo in esilio olandese e dal Regno Unito, il Giappone fu in pratica privato di tutti i rifornimenti esteri. La necessità impellente di quei materiali spinse il Giappone, già immerso da qualche anno in un clima di esasperato nazionalismo militaresco, ad annettere con la forza territori che ne disponessero: perciò gli Stati Maggiori della marina e dell'esercito imperiali rimaneggiarono i piani di conquista di una vasta porzione dell'Oceano Pacifico e dell'Asia sud-orientale, che erano già stati elaborati nel 1938 proprio in previsione di un possibile urto con gli Stati Uniti. Approntato per il 6 settembre 1941 e visionato lo stesso giorno dal Consiglio Supremo di Guerra, il piano definitivo prevedeva la conquista delle Indie orientali olandesi (dove abbondavano petrolio, gomme, metalli pregiati), delle Filippine e della Malesia; successivamente attorno a questo primo nucleo sarebbe stata creata una cintura difensiva che doveva comprendere la Birmania, le isole più esterne delle Indie Olandesi, la parte settentrionale della Nuova Guinea, la Nuova Britannia e le Isole Salomone.
Il 7 dicembre 1941, poiché ogni trattativa era fallita, l'Impero giapponese condusse il bombardamento inaspettato di Pearl Harbor, menomando la flotta statunitense del Pacifico; simultaneamente si compivano sbarchi o si bombardavano le posizioni previste dalla prima fase del piano. Prima della fine dell'anno le isole di Guam e Wake erano state conquistate, Hong Kong si era arresa, la discesa lungo la Malaysia proseguiva senza grandi ostacoli e i possedimenti inglesi nel Borneo erano stati occupati; anche nelle Filippine la situazione militare era favorevole al Giappone.
Con il 1942 il settore del Pacifico sud-occidentale vide le prime operazioni nipponiche: il 21 gennaio le portaerei veterane di Pearl Harbor Shokaku e Zuikaku, al comando del retroammiraglio Aritomo Gotō, condussero un breve raid contro la costa nord-orientale della Nuova Guinea; provocarono pochi danni ma indussero gli australiani a iniziare la progressiva evacuazione dei civili, del personale non necessario e a procedere con le prime azioni di sabotaggio delle poche strutture utili. Dopo analoghe incursioni aeree il 23 gennaio venne occupata Rabaul e con la cattura di Kavieng il 29 il Giappone ottenne il controllo dell'arcipelago di Bismarck, facendone la base di partenza per le operazioni in Nuova Guinea.

## Il territorio
La Nuova Guinea è la seconda isola al mondo per grandezza e sorge in una zona assai vulcanica, fattore che la rende particolarmente muntuosa; il clima, caldo e umido, registra precipitazioni medie di 1500 mm. Queste condizioni si traducono in un territorio impervio, ricoperto uniformemente da un fitto manto di foresta equatoriale torrida ad eccezione di una sottile fascia costiera: è l'habitat naturale per numerose specie di insetti, serpenti e funghi letali per l'uomo. Nell'area imperversano altresì la malaria, la febbre dengue e la leishmaniosi, contro le quali all'epoca dell'accadimento dei fatti non vi erano in pratica difese. Ciononostante la scoperta di giacimenti d'oro nell'entroterra aveva destato l'interesse di alcune compagnie private, la cui attenzione si appuntò sulla città di Lae e sul vicino villaggio di Salamaua, ubicati sulla costa nord-est e costruiti con un misto di capanne indigene ed edifici in stile europeo: nel 1928 circa 6 chilometri a nord-est di Lae, venne realizzato l'aeroporto Malahand, base di aerei leggeri che facevano la spola tra le miniere e la costa con il prezioso carico. Da notare che questo aeroporto era in realtà una mera fascia di terra battuta, coadiuvata da installazioni strettamente indispensabili.

## Schieramenti

### Piani e forze giapponesi
Lae e Salamaua vennero integrati nei piani di conquista nipponici proprio a causa delle loro piste aeree, in quanto completavano il perimetro difensivo previsto e inoltre fornivano un punto sicuro per neutralizzare Port Moresby, sulla costa meridionale, e assicurare così al Giappone il dominio dell'intera isola; in seguito, avrebbe funzionato da trampolino per occupare le Figi e le Samoa e tagliare così le comunicazioni tra Australia e Stati Uniti. Il viceammiraglio Shigeyoshi Inoue della 4ª Flotta ebbe il comando supremo dell'operazione, mentre a capo delle forze d'invasione fu posto il contrammiraglio Sadamichi Kajioka. Rabaul fu scelta quale porto di concentrazione e partenza delle unità e per indicare l'attacco si adoperò il nome in codice di operazione SR.
Il corpo di spedizione si articolava sul 2º Battaglione proveniente dal 144º Reggimento dell'esercito e sulla 2ª Forza da sbarco speciale "Maizuru", arrivando a sommare 3 000 uomini. Il primo reparto fu caricato sui trasporti Yokohama Maru e China Maru, mentre i soldati della marina presero posto sul Kongo Maru (un incrociatore ausiliario), Tenyo Maru e Kokai Maru; completavano il convoglio i posamine Okinoshima, Tsugaru e la nave appoggio idrovolanti Kiyokawa Maru. Il supporto diretto fu demandato alla 6º Squadriglia cacciatorpediniere (Asanagi, Mochizuki, Mutsuki, Oite, Yayoi, Yunagi condotti dall'incrociatore leggero Yubari). Quello a distanza venne affidato al contrammiraglio Aritomo Gotō, che ebbe ai suoi ordini la 6ª (Aoba, Furutaka, Kako, Kinugasa) e la 18ª Divisione incrociatori (Tatsuta, Tenryu). La protezione aerea era garantita da quindici Mitsubishi A6M "Zero", ventuno bombardieri Mitsubishi G4M e sei idrovolanti Kawanishi H6K parcheggiati sulle piste attorno al porto; in aggiunta a questi apparecchi altri diciannove Zero, appartenenti alla portaerei leggera Shoho, a partire dal 9 marzo avrebbero fatto la spola tra la zona dello sbarco e la loro base galleggiante, poi una parte sarebbe atterrata a Gasmata (Nuova Britannia meridionale) in attesa che l'aeroporto di Lae potesse accoglierli.

### Piani e forze australiani
In quanto parte del Commonwealth britannico ancorché a tutti gli effetti fosse uno Stato sovrano, l'Australia aveva inviato le proprie forze militari a sostegno dell'Esercito britannico nel teatro del Nordafrica per combattere gli italo-tedeschi, sia in mare che a terra, mentre le unità spedite in Malesia erano rimaste coinvolte nella resa in massa della città di Singapore dopo la conquista giapponese, lasciando in mano nipponica 14 000 prigionieri; inoltre buona parte della flotta che aveva combattuto nella difesa delle Indie Olandesi era stata gravemente decimata da quella imperiale: tutto ciò spiega la carenza di effettivi e l'impossibilità di difendere adeguatamente sia il continente sia i luoghi oceanici, dei quali la Nuova Guinea era considerata come parte del suolo patrio. Su quest'isola, baluardo naturale per l'Australia, si trovavano solo alcuni reparti della 3ª Divisione di fanteria dislocati a Lae e il corpo dei Fucilieri volontari della Nuova Guinea. In quanto ai mezzi, erano disponibili un pugno di velivoli tra bombardieri Lockheed Hudson e caccia Brewster F2A Buffalo, di valore piuttosto limitato se paragonati alle macchine giapponesi.

## Lo sbarco
Il 5 febbraio 1942 la squadra navale dell'ammiraglio Chūichi Nagumo, intorno alle ore 09:00, inviò un piccolo gruppo di bombardieri a Lae che fu colpita da circa trenta ordigni; un'ora più tardi altri cinque apparecchi attaccarono nuovamente la città come ulteriore preparazione alle operazioni anfibie. Entro la metà del mese, inoltre, i caccia imbarcati "Zero" avevano eliminato i pochi aerei australiani sia in volo che al suolo ed erano stati condotti altri bombardamenti sugli aeroporti di Port Moresby, Wau e Bulolo, sopra i quali i giapponesi non avevano incontrato opposizione aerea. Il 5 marzo la flotta d'invasione partì da Rabaul dirigendo per Lae: la navigazione non venne mai disturbata e soltanto il pomeriggio del 7 marzo un Hudson australiano la individuò, quando si trovava 150 miglia a sud-ovest di Gasmata e con la prua su Lae. I trasporti nipponici e la loro scorta penetrarono nel Golfo di Huon durante la notte dello stesso giorno; alle 01:00 dell'8 marzo gli uomini della "Maizuru", sotto una pioggia battente, misero piede a terra presso Lae mentre i soldati dell'esercito sbarcavano a Salamaua, più a sud: la trascurabile guarnigione australiana portò a termine le ultime opere di demolizione e si ritirò nella giungla, osservando da prudente distanza i giapponesi senza intervenire. Nella prima mattinata alcuni Hudson attaccarono le navi ma riuscirono a danneggiare un solo trasporto. Subito dopo i giapponesi iniziarono lo scarico dei materiali, il rafforzamento della testa di ponte e la riparazione dell'aeroporto di Lae: il persistente maltempo, però, provocò un generale rallentamento dei compiti e, cosa ancor più critica, impedì ai caccia "Zero" basati a Gasmata di giungere nel settore per dare il loro contributo alla difesa aerea delle teste di ponte. I lavori delle squadre del genio furono comunque portati avanti con tenacia e 36 ore più tardi l'aeroporto era nuovamente operativo.
Dopo essersi assicurati una salda testa di ponte, i giapponesi avanzarono verso ovest conquistando rapidamente Finch Harbor, Madang, Aitape e Wewak; in contemporanea seguirono la costa verso sud-est dal punto dello sbarco per occupare Morobe, giungere appena a nord di Buna e spingersi anche nell'entroterra fino a Kokoda, situata tra i contrafforti orientali dei Monti Owen Stanley. In diverse di queste località fu iniziata la costruzione di piste aeree oppure il loro allargamento se già presenti.

## L'avvicinamento della US Navy

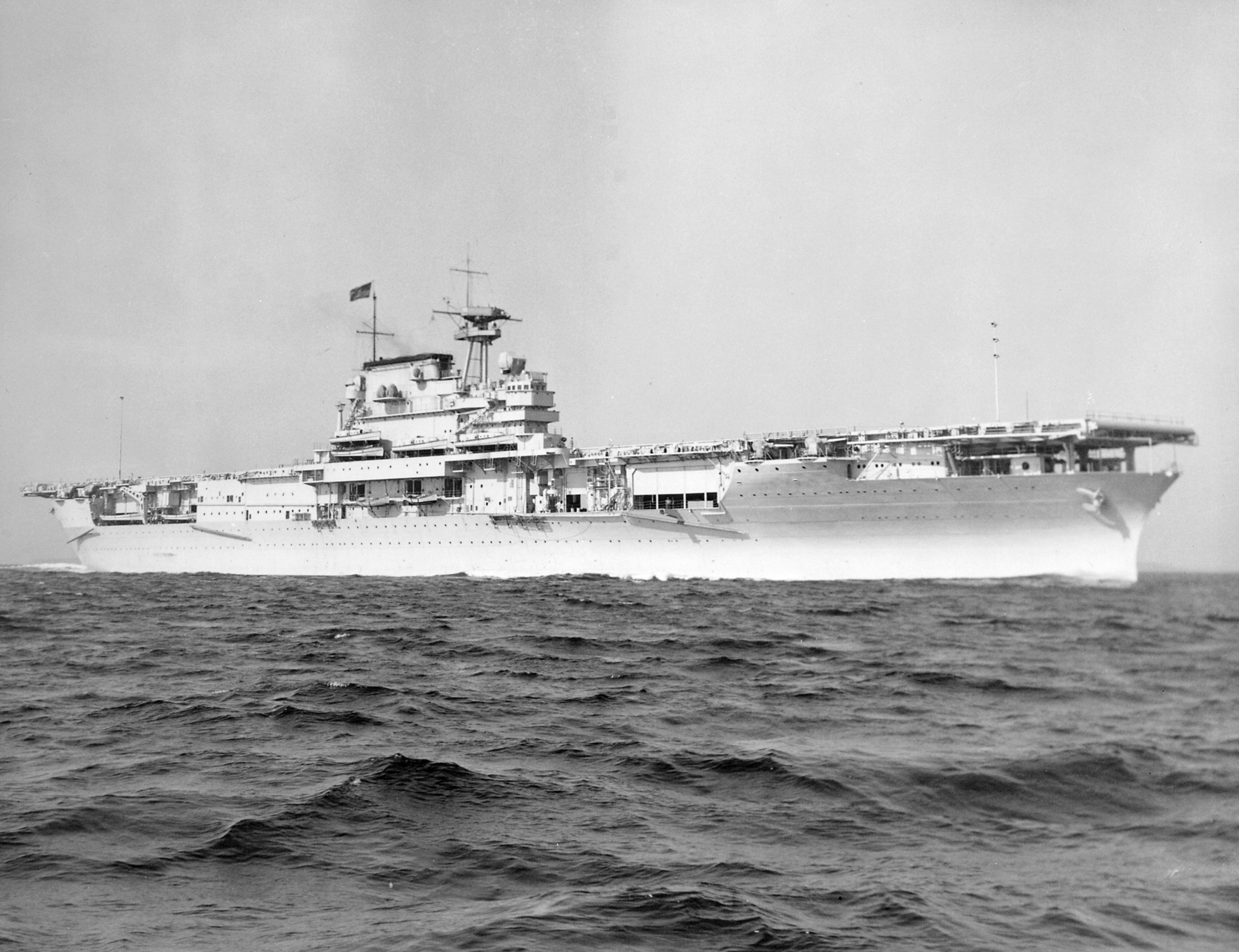
La portaerei Yorktown, che partecipò ad alcuni attacchi diversivi, portati all'inizio del 1942, contro i domini giapponesi

Sin dai giorni immediatamente successivi a Pearl Harbor, gli Stati Uniti lanciarono qualche azione offensiva contro la periferia del dominio giapponese, utilizzando le navi risparmiate e le indenni portaerei. L'attività nipponica sulla Nuova Guinea allarmò gli statunitensi, che si affrettarono a inviare la Task Force 11 incentrata sulla portaerei Lexington, comandata dal viceammiraglio Wilson Brown e con obiettivo Rabaul, ma il 20 febbraio 1942 le navi furono avvistate e attaccate da un gruppo di bombardieri: nessuna unità venne colpita ma Brown preferì ritirarsi dalla zona. Il 26 febbraio l'ammiraglio Ernest King, a capo della United States Navy, ordinò al comandante della Flotta del Pacifico ammiraglio Chester Nimitz di mantenere alcune portaerei nella zona di pertinenza dell'ANZAC (il quartier generale del viceammiraglio Herbert Leary per la difesa della Nuova Zelanda e dell'Australia) contro probabili movimenti nipponici: il 2 marzo King contattò Leary e Brown perché coordinassero le loro forze e attaccassero Rabaul attorno al 10 marzo. In quest'ottica fu mobilitata anche la Task Force 17 del retroammiraglio Frank Fletcher, costituita attorno alla portaerei Yorktown, che si unì alla Task Force 11 il giorno 6 nel Mar dei Coralli dando vita a una flotta forte di due portaerei, otto incrociatori e quattordici cacciatorpediniere. Non appena riunitosi con Fletcher, Brown iniziò subito il rifornimento delle unità e si mise a studiare un piano d'attacco, ignorando a più riprese i dati fornitigli dall'intelligence che avvisavano di attività giapponesi a ovest della Nuova Britannia. Poco prima della mezzanotte del 7 marzo, però, Brown ricevette la notizia dell'avvistamento effettuato dallo Hudson nel pomeriggio: egli annullò subito l'incursione di Rabaul per attaccare il nuovo cuneo nipponico.

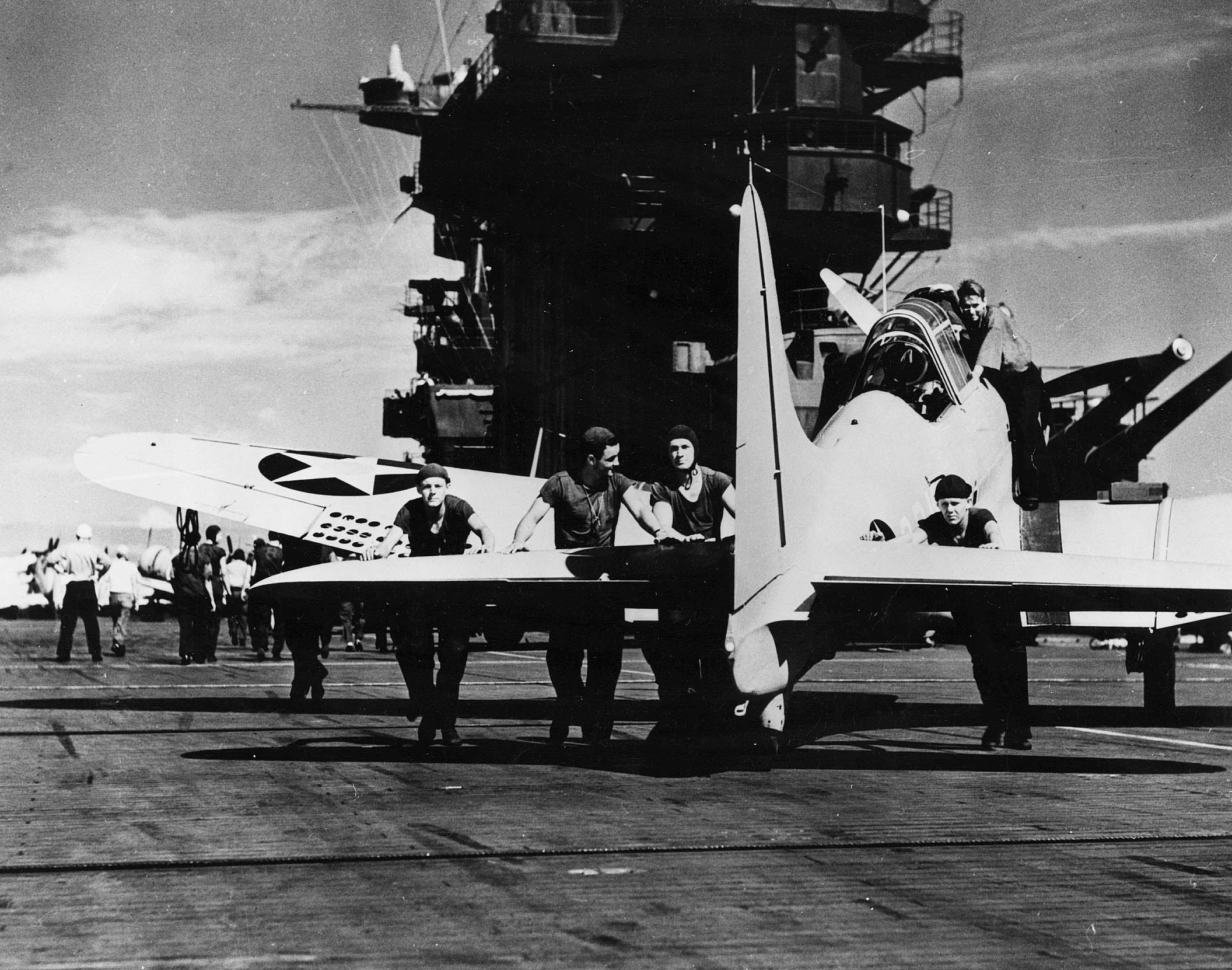
Un SBD Dauntless a bordo della portaerei Lexington viene messo in posizione di partenza

L'ammiraglio rinunciò ben presto all'approccio più diretto, quello da est, perché avrebbe significato transitare per il mare delle Salomone sorvegliato da numerose pattuglie aeree nipponiche della Nuova Britannia; a ciò si aggiungeva il pericolo rappresentato dalle barriere coralline attorno alle Isole Louisiade, a est della punta orientale della Nuova Guinea e sommariamente mappate. Seguendo il suggerimento del capitano della Lexington Frederick C. Sherman, Brown assunse quindi una rotta che portò le due Task Force nel Golfo di Papuasia, a sud-ovest di Port Moresby e non molto lontano dall'obiettivo. Questa posizione, sebbene coperta dall'aviazione australiana sul continente, obbligava i velivoli imbarcati a superare le imponenti montagne della catena Owen Stanley: anch'esse erano poco conosciute, mal referenziate e si ipotizzava che arrivassero a 4 600 metri, troppi per gli aerosiluranti carichi di armi, senza considerare i frequenti banchi di nebbia e nuvole che ne oscuravano la porzione più elevata. Il 9 marzo il capitano di fregata degli aerei della Lexington, William Ault, fu inviato a Port Moresby per prendere contatto con i piloti civili australiani pratici della zona e aggiornare così le carte nautiche: egli apprese che tra le cime esisteva un passaggio orientato secondo un asse sud-nord che non superava i 2 300 metri di altitudine, portava quasi direttamente a Lae e godeva di buone condizioni meteorologiche, in particolare durante la prima mattina. Forte di tali nuovi dati, l'ammiraglio Brown decise di lanciare l'attacco immediatamente il giorno successivo e per coprirsi il fianco orientale distaccò 4 incrociatori e 4 cacciatorpediniere al comando del retroammiraglio John Gregory Crace presso le Louisiade.

## Il raid delle portaerei statunitensi

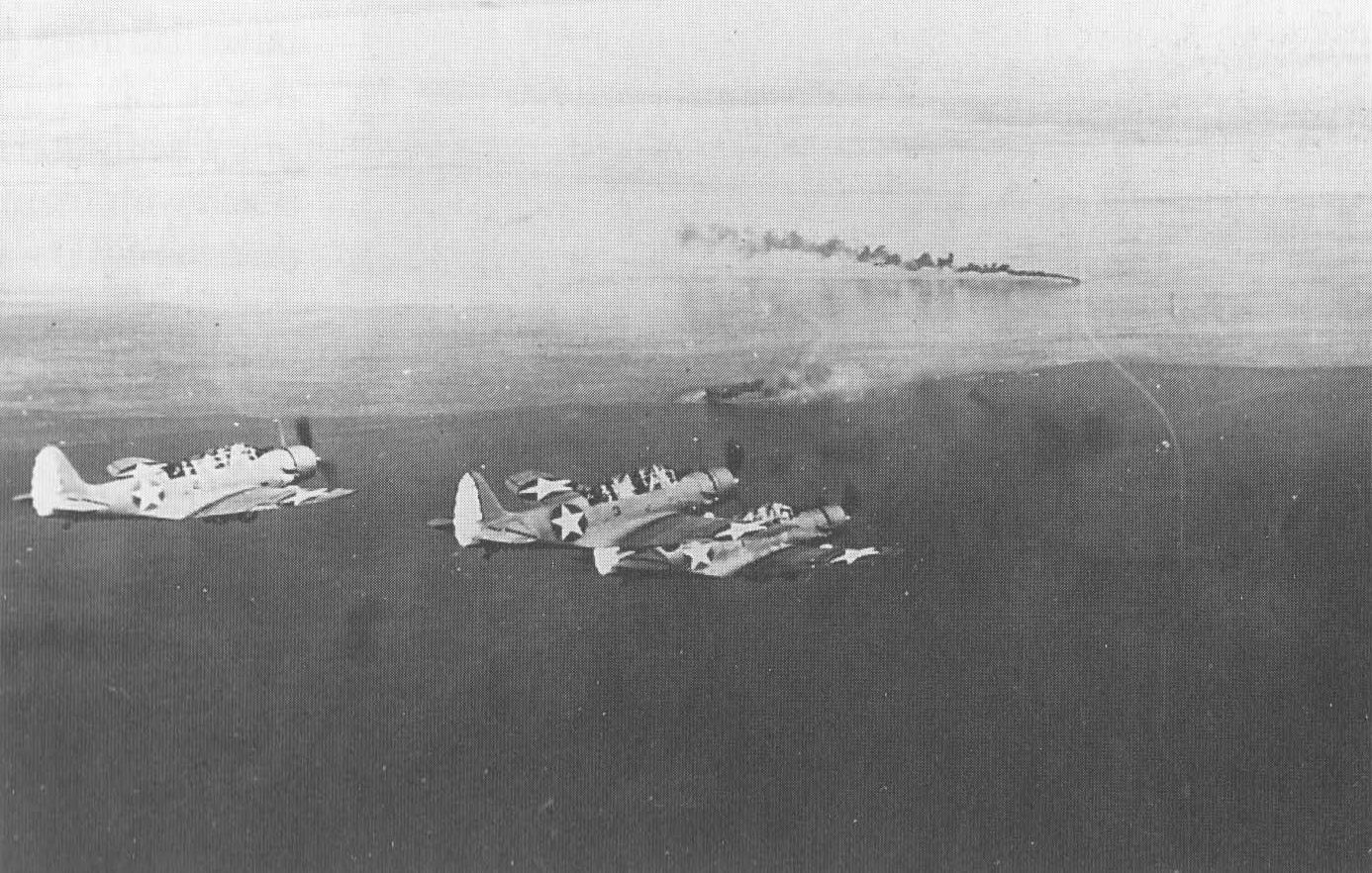
I TBD Devastator raggiungono il Golfo di Huon, allarmando le navi nipponiche che stendono cortine artificiali

Poco prima dell'alba del 10 marzo la Task Force giunse in posizione e le portaerei si disposero per lanciare i velivoli, il cui comando generale fu assunto dal capitano Ault. A partire dalle 07:49 dalla Lexington decollarono diciotto bombardieri in picchiata Douglas SBD Dauntless dello squadrone VS-2 e dodici dello squadrone VB-2, tredici aerosiluranti Douglas TBD Devastator dello squadrone VT-2 e otto caccia Grumman F4F Wildcat dello squadrone VF-3. Dalle 08:03 anche la Yorktown cominciò le operazioni d'involo, lanciando tredici Dauntless dello squadrone VS-5 e diciassette dello squadrone VB-5, dodici Devastator dello squadrone VT-5 e dieci Wildcat dello squadrone VF-42. Poco dopo Brown lanciò una pattuglia aerea forte di dodici Wildcat e nove Dauntless a protezione della flotta, che rimase a bassa quota in funzione antisilurante. Le varie formazioni erano intanto giunte alla gola tra i Monti Owen Stanley e il loro passaggio fu coordinato da Ault, che rimase a quota più elevata per avere una visuale complessiva del processo. Gli aerei arrivarono sui cieli del Golfo di Huon senza che fosse avvistato un solo velivolo avversario e con l'intera flotta nipponica all'ancora, indifesa e impreparata a sostenere un attacco aereo: infatti le incursioni propedeutiche lo sbarco e la flebile resistenza incontrata avevano convinto i giapponesi che non si sarebbero imbattuti in ulteriori problemi, mentre le ricognizioni effettuate a est della Nuova Guinea, ritenuta l'unica direzione possibile dalla quale potevano provenire minacce (il comando della 4ª Flotta, come Brown, conosceva poco l'orografia locale), non avevano segnalato nulla di sospetto, contribuendo ad abbassare il livello di guardia. Le unità da guerra nipponiche furono colte di sorpresa e mentre levavano le ancore in fretta e furia emisero cortine fumogene. Gli statunitensi iniziarono subito l'attacco e alle 09:22 i Dauntless del VS-2 si gettarono su due trasporti e sul Kongo Maru probabilmente senza colpirli; durante la manovra furono presi di mira da una batteria contraerea installata sulla spiaggia che ne abbatté uno, prima che i Wildcat del VF-3 la riducessero al silenzio.

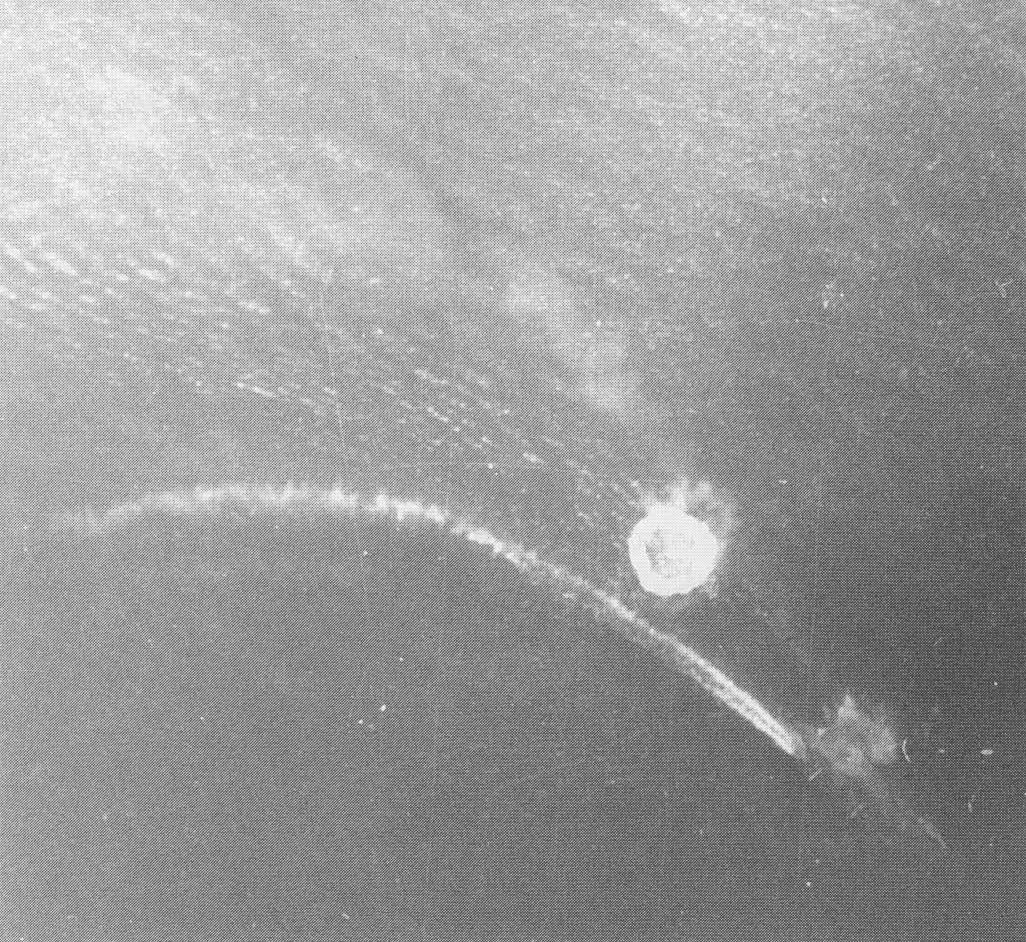
La portaidrovolanti Kiyokawa Maru manovra per schivare le bombe

I Dauntless del VB-2 si concentrarono invece su un altro trasporto e su un posamine ma i piloti, disturbati dalla nebbia artificiale emessa dalle navi e poco addestrati nell'uso dei mirini telescopici, mancarono completamente i bersagli; contemporaneamente tre TBD del VT-2 attaccarono i trasporti al largo di Salamaua e un siluro andò a segno: il trasporto colpito iniziò subito ad affondare. I restanti apparecchi della Lexington si scatenarono sulle navi al largo di Lae, piazzando ordigni su un quarto trasporto e sul mercantile armato. Frattanto la scorta di Kajioka aveva aumentato la velocità per guadagnare il mare aperto, dando luogo a un fuoco antiaereo sporadico e inefficace.
Alle 09:50 sopraggiunsero i velivoli della Yorktown che si gettarono all'inseguimento delle navi giapponesi in fuga: una sezione di SBD appartenente al VB-5 sganciò le sue bombe sull'incrociatore Yubari, ammiraglia di Kajioka, colpendolo tre volte; altri aerei dello stesso squadrone attaccarono il cacciatorpediniere Asanagi e ne distrussero le caldaie, e poco dopo il pari classe Yunagi ricevette una bomba a poppa che danneggiò l'apparato motore. Liberatisi delle bombe, alcuni SBD mitragliarono a più riprese una cannoniera provocando un incendio a bordo. Alle 10:05 gli SBD del VS-5 si accanirono sui trasporti dinanzi a Lae: la squadriglia colpì tre navi che presero fuoco e furono spiaggiate dagli equipaggi. Nel frattempo i Devastator del VT-5 si lanciarono sulla nave appoggio idrovolanti Kiyokawa Maru scortata da un cacciatorpediniere, che si trovavano a nord di Lae: gli apparecchi erano però stati armati con bombe da 500 libbre (circa 226 chili) al posto degli abituali siluri e dunque gli aviatori, non pratici in bombardamenti da alta quota, non riuscirono a colpire direttamente i bersagli. Alcuni ordigni caduti vicino alla Kiyokawa Maru produssero tuttavia danni alla poppa che si allagò, circostanza che fece fermare i motori immobilizzando così la nave. I Wildcat dello squadrone VF-42, non essendo presente nessun caccia giapponese, avevano mitragliato le teste di ponte e lanciato piccole bombe a frammentazione, causando qualche danno e distogliendo il fuoco antiaereo dai bombardieri in picchiata e dai lenti aerosiluranti.

### L'esito

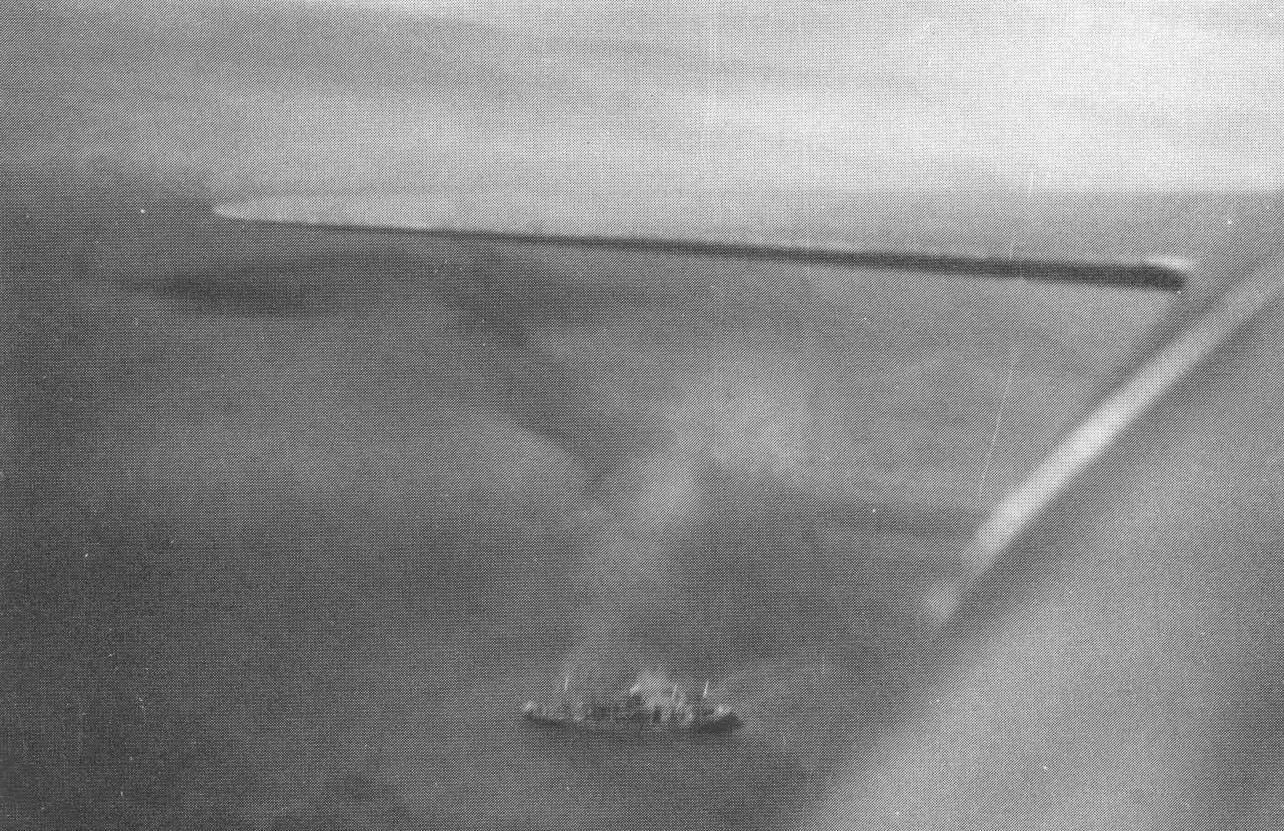
Il Kongo Maru affonda nelle acque davanti Lae

Quando i velivoli statunitensi presero la via del ritorno, nel Golfo di Huon regnava la più grande confusione: dinanzi alle spiagge di Lae ardevano tre navi da trasporto, fatte incagliare nei bassi fondali; un quarto vascello era colato a picco a sud, davanti a Salamaua, e un quinto trasporto accusava un grave sbandamento ma rimaneva ancora in superficie. Più al largo ma sempre nelle acque del golfo erano immobilizzati la portaidrovolanti Kiyokawa Maru e i cacciatorpediniere Asanagi e Yunagi, tutti e tre con danni di varia entità; l'incrociatore leggero Yubari, infine, se poteva ancora manovrare doveva comunque lamentare danni di una certa serietà. Complessivamente si contarono 130 morti e 245 feriti. Fu in questo scenario che fece la sua apparizione un gruppo di caccia "Zero" proveniente dalla Nuova Britannia, vano sostegno alle navi nipponiche. A fronte della perdita di quasi tutta la flotta d'invasione i giapponesi non avevano però subito danni rilevanti alle teste di ponte e inoltre, cosa ancor più importante, la quasi totalità del materiale trasportato era stato portato a terra prima dell'inizio dell'attacco e la sopravvivenza delle truppe non era dunque minacciata.
Entro mezzogiorno le portaerei avevano ripreso a bordo 103 dei 104 apparecchi lanciati: all'appello mancava solo il Dauntless dello squadrone VS-2 della Lexington, unica perdita sofferta durante l'incursione. I piloti, entusiasti, affermarono di aver affondato cinque trasporti, tre incrociatori e un cacciatorpediniere, oltre ad aver danneggiato gravemente una nave d'appoggio idrovolanti, un cacciatorpediniere e un posamine; queste ultime due unità furono dichiarate quasi sicuramente come affondate. Sebbene le rivendicazioni degli aviatori non potessero essere verificate e nonostante l'ammiraglio Fletcher insistesse per lanciare un secondo attacco, Brown non volle tentare ulteriormente la sorte ed era altresì soddisfatto dei risultati dell'operazione, che erano andati ben oltre ogni previsione. La Task Force 11 assunse una rotta sud-est mantenendola fino a notte fonda, quando virò a est per riunirsi alla squadra distaccata del retroammiraglio Crace.

## Conseguenze

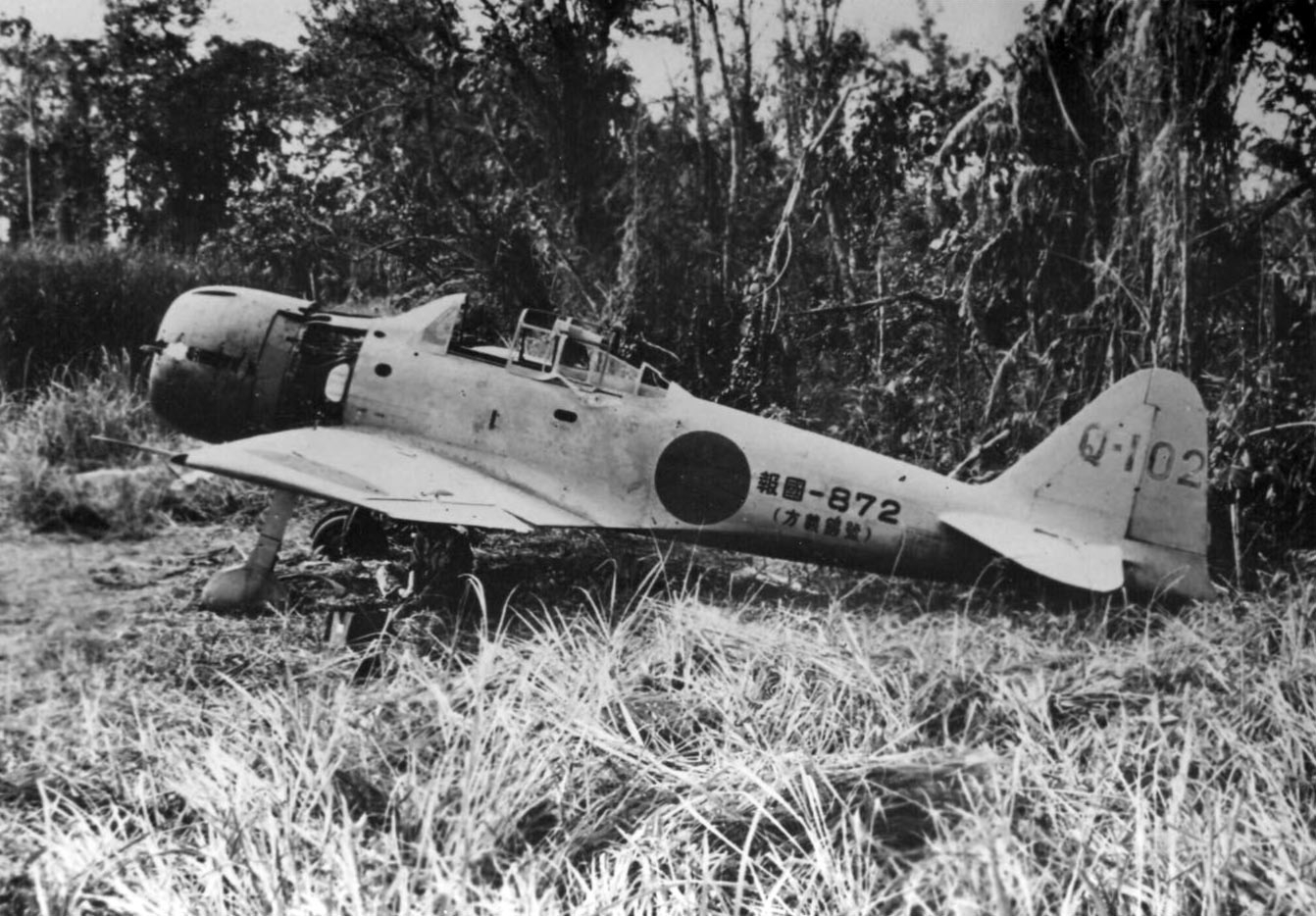
Uno dei caccia "Zero" appartenenti al reparto dislocato a Lae

Negli Stati Uniti l'incursione aeronavale in Nuova Guinea ricevette commenti divergenti: c'era chi come l'ammiraglio Nimitz era rimasto deluso dal permanere dei giapponesi sulle coste dell'isola; altri, come il presidente Franklin Delano Roosevelt, erano invece paghi delle perdite inflitte e si rallegrarono. In effetti il numero di navi affondate o danneggiate era stato tale che la 4ª Flotta non poté seguire la prevista tabella di marcia e il viceammiraglio Shigeyoshi Inoue che la comandava dovette rimandare di un mese le previste operazioni contro Port Moresby, l'isola di Tulagi nelle isole Salomone e le Samoa, sia per attendere rimpiazzi che per integrare una o due portaerei nelle sue file. L'imprevista reazione statunitense, inoltre, impressionò lo Stato Maggiore della marina imperiale giapponese come anche l'ammiraglio Isoroku Yamamoto: queste preoccupazioni contribuirono in buona parte all'elaborazione di un articolato piano per attirare in battaglia la forza mobile della United States Navy contro l'intera flotta nipponica, che superiore in numero e qualità l'avrebbe schiacciata.
Il raid statunitense convinse i comandi giapponesi della 18ª armata, di concerto con quello navale di Inoue, a rafforzare lo schieramento aereo in Nuova Guinea: all'aeroporto di Lae furono destinati il Tinian Kokutai su caccia Mitsubishi A6M "Zero", il Mihoro Kokutai su bombardieri Mitsubishi G4M "Betty" e il Genzan Kokutai su bombardieri Mitsubishi G3M "Nell". Le unità cominciarono a giungere nella zona dall'inizio di aprile e dal giorno 11 iniziarono immediatamente i bombardamenti aerei su Port Moresby, prossimo obiettivo del Gran Quartier Generale giapponese; scoppiarono inoltre numerosi duelli tra i caccia che videro quasi sempre la vittoria degli "Zero".Nonostante l'indiscutibile importanza tattico-strategica che Lae rivestiva per il Giappone, la pista aerea di Lae non subì in pratica alcuna modifica o integrazione delle strutture; la consistenza militare stessa delle forze nipponiche rimase su livelli bassi: 200 membri della marina garantivano la difesa contraerea, meccanici e personale burocratico contavano circa 100 persone e infine vi erano 30 piloti scelti, il fiore all'occhiello dell'aviazione della marina imperiale. Le quotidiane incursioni aeree giapponesi su Port Moresby e i movimenti navali a Rabaul, segnalati dalla ricognizione australiana, furono interpretati dai vertici militari statunitensi come preludi all'attacco diretto a tagliare le comunicazioni con Australia: l'obiettivo del Giappone e la strategia statunitense, che vedeva il continente australe come base per future controffensive, erano in rotta di collisione e avrebbero provocato la battaglia del Mar dei Coralli.